# Myrmosa nigrofasciata
Myrmosa nigrofasciata (лат.) — вид ос-немок рода Myrmosa из подсемейства Myrmosinae.

## Распространение
Япония (Хонсю, Кюсю).

## Описание
Мелкие пушистые осы (около 1 см: от 4 до 13 мм, самцы крупнее самок). От близких видов отличается относительными пропорциями птеростигмы (она в 2 раза короче переднего края радиальной ячейки) и 7-м тергитом брюшка, у которого отсутствует вершинный глубокий вырез. Наличник самок и среднеспинка коричнево-чёрные. Глаза опушенные. Грудь самки удлинённая, переднеспинка уже промежуточного сегмента. Глазки развиты. Передний край лба самок со срединным отростком или продольным килем. Паразиты пчёл и ос.